# Distrito de La Croix-des-Bouquets
El distrito de La Croix-des-Bouquets (en francés arrondissement de La Croix-des-Bouquets; y en criollo haitiano: awondisman Kwadèboukè) es una división administrativa haitiana, que está situada en el departamento de Oeste.

## División territorial
Está formado por el reagrupamiento de cuatro comunas, más una de las secciones de otra:
- Cornillon
- Fonds-Verrettes
- Ganthier (fracción)
- La Croix-des-Bouquets
- Thomazeau